# 평면 환승

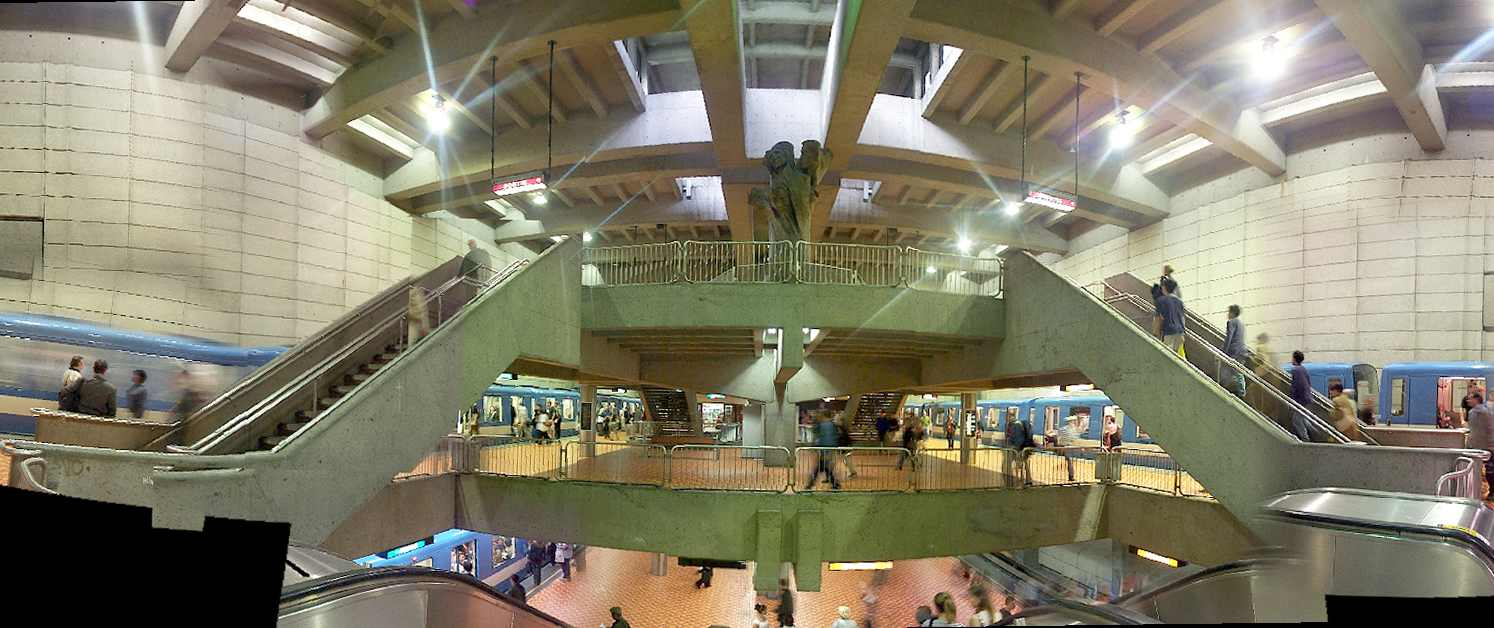
몬트리올 지하철의 Lionel-Groulx 역

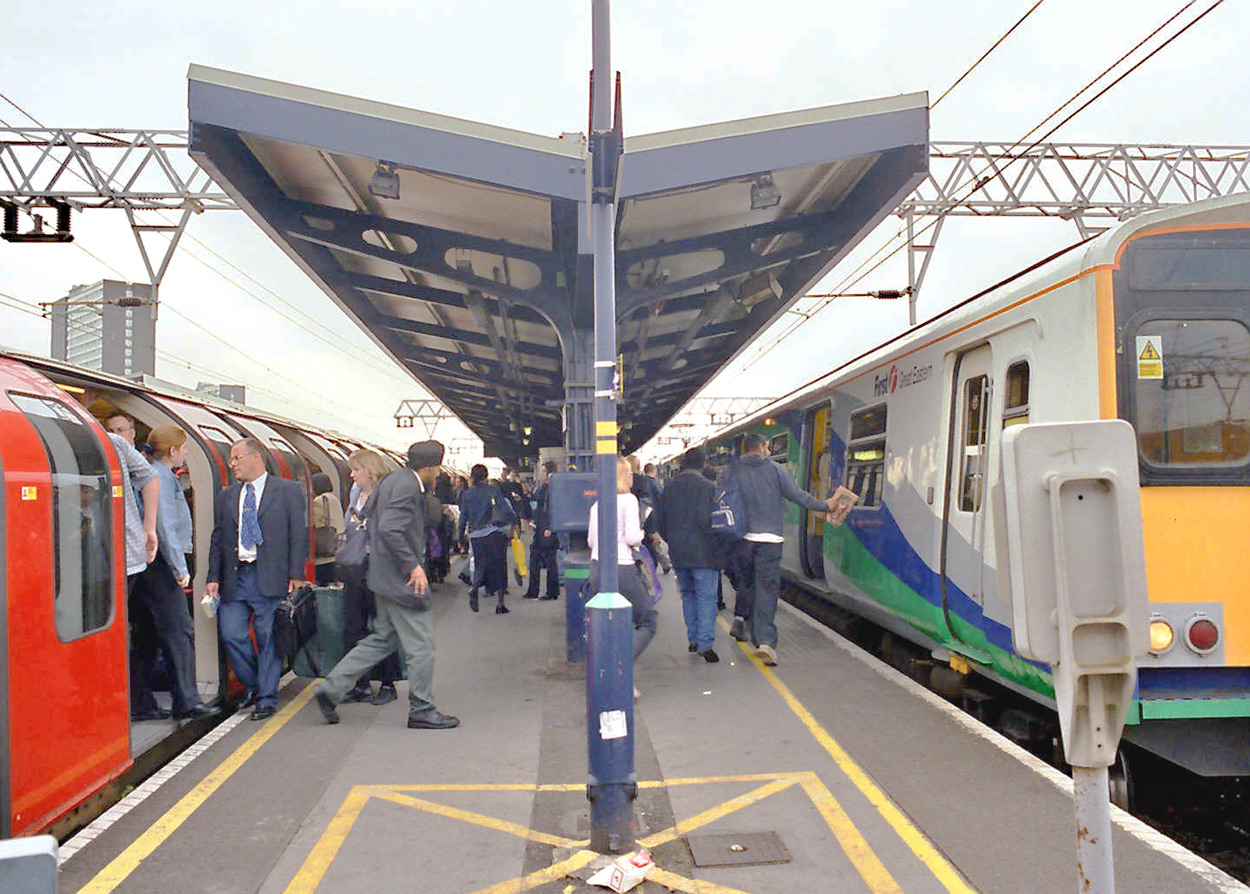
런던의 스트랫퍼드 역

평면 환승(平面 換乘)은 환승역에서 서로 다른 두 노선이 같은 승강장에서 만나, 환승할 때 계단을 오르내릴 필요가 없이 같은 승강장에서 환승하는 것을 의미한다. 즉 열차에서 내린 승객들이 바로 그 자리에서 다른 열차로 환승할 수 있다는 것이다. 특히 두 노선의 열차가 동시에 도착했을 경우 큰 시간적 이득을 얻을 수 있으며, 금정역과 같은 경우 큰 지연이 없다는 전제 하에 다른 노선의 열차가 들어올 때까지 기다려 주는 일도 존재한다.

## 대한민국의 대표적인 평면 환승역
- 김포공항역

2010년 완성된 김포공항역의 평면 환승 구조는, 인천국제공항철도와 9호선이 시내·시외 방향별로 각각 지하 3층과 지하 4층에서 접속하는 식으로 구성되어 있다. 지하 3층의 경우 동서로 배열되어 있는 섬식 승강장의 북쪽에 승강장과 선로가 하나 더 붙어 있는 형태의 2면 3선 혼합식 승강장이나, 가장 북쪽의 승강장은 사용되지 않아 사실상 섬식 승강장처럼 운용되고 있다. 이 섬식 승강장의 북쪽 선로에는 9호선 중앙보훈병원 방면 일반·급행열차가 정차하고 남쪽 선로에는 공항철도 서울 방면 열차가 정차하여, 시내 방면으로 갈 승객들이 편리하게 환승할 수 있도록 돕고 있다. 지하 4층의 경우 1면 2선 섬식 승강장의 경우, 북쪽 선로에는 개화역 방향 일반열차와 김포공항역 종착 급행열차가 정차하고, 남쪽 선로에는 인천공항2터미널역 방면 공항철도 열차가 정차하여 시외 방면으로 갈 승객들이 편리하도록 돕고 있다.
| 계양(공항철도) / 개화(9호선)                   |
| \|                                             |
| ↓디지털미디어시티(공항철도) / ↓공항시장(9호선) |

| ↑계양(공항철도) / 개화(9호선)↑             |
| \|                                         |
| 디지털미디어시티(공항철도)/공항시장(9호선) |

- 금정역

| ↑명학(1호선)/범계(4호선)↑   |
| \| １２ \| ３４ \| ５６ \|  |
| ↓군포(1호선) / 산본(4호선)↓ |

| 1 | ● 수도권 전철 4호선 | 범계 · 사당 · 불암산 방면          |  |
| 2 | ● 수도권 전철 1호선 | 명학 · 구로 · 영등포 · 청량리 방면 |  |
| 3 | ● 수도권 전철 1호선 | 군포 · 병점 · 천안 · 신창 방면     |  |
| 4 | ● 수도권 전철 4호선 | 산본 · 안산 · 오이도 방면          |  |
| 5 | ● 수도권 전철 4호선 | 사용하지 않음                      |  |
| 6 | ● 수도권 전철 4호선 | 당역 종착 열차                     |  |

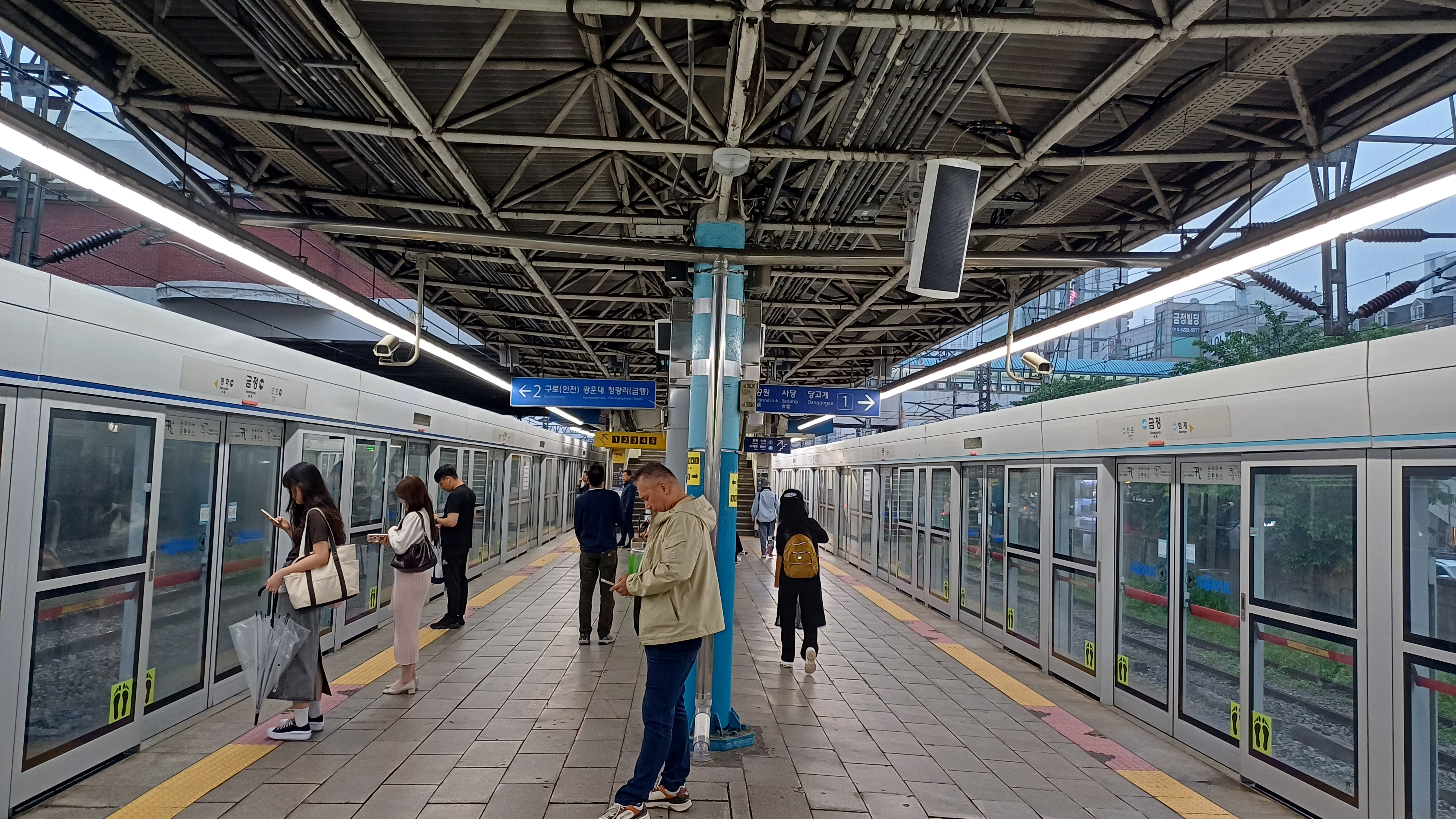

금정역은 가운데에 4선의 선로가 있는 상대식 승강장의 바로 옆에 선로를 부설한 형태로, 가운데 승강장은 1호선이 활용하고 나머지 선로는 4호선이 활용하는 형태로 운용되고 있다.
현재와 같은 금정역의 구조는 1993년 과천선-안산선 직결 열차가 운행되면서부터 완성되었다. 각 노선의 하행 (수원 방면, 안산 방면), 상행 (청량리 방면, 당고개 방면) 열차가 각각 같은 면의 승강장에 정차하고 있으며, 상행에서 하행이나 반대 방향의 경우 계단을 두 번 오르내려야 한다.
- 한대앞역

| ↑ 상록수(4호선) / ↑ 사리(수인·분당선) |
| \| １２ \| ３４ \|                    |
| 중앙(4호선, 수인·분당선) ↓            |

| 1 | ● 수도권 전철 수인·분당선 | 사리 · 수원 · 왕십리 방면   |
| 2 | ● 수도권 전철 4호선       | 상록수 · 명동 · 불암산 방면 |
| 3 | ● 수도권 전철 4호선       | 중앙 · 안산 · 오이도 방면   |
| 4 | ● 수도권 전철 수인·분당선 | 정왕 · 인천논현 · 인천 방면 |

## 그 외
- 4호선 - 수인선
  - 오이도역: 한때 4호선과 수인선 일부 열차가 3·4번 승강장에서 평면 환승을 실시하였으나, 현재는 폐지되었다.
  - 한대앞역 - 오이도역 구간: 2020년 9월 12일 이후, 4호선과 수인·분당선이 선로와 승강장을 공용하기 때문에, 내린 그 자리에서 바로 다른 노선으로 갈아탈 수 있다.
- 수도권 전철 1호선
  - 구로역: 선로가 복잡하게 얽히는 분기역 특성상, 인천발 소요산 방면 상행 열차와 신창 방면 하행 열차 간, 천안발 용산급행과 인천행 열차 간 평면 환승이 가능하다.
  - 용산역: 경의·중앙선 문산 방면 상행 열차와 동인천, 천안 방면 급행열차 간, 용산역 종착 급행열차와 인천, 신창 방면 하행열차 간 평면 환승이 가능하다.
- 서울 지하철 2호선
  - 성수역: 쌍섬식 승강장 구조 덕분에, 성수지선 열차와 외선순환 (왕십리, 시청 방면) 열차 간 평면 환승이 가능하다.
  - 까치산역: 신정지선 열차가 단선으로 운용되기 때문에, 2호선 지선 열차와 5호선 상일동·마천 방면 열차 간 평면환승이 가능하다.
- 뮌헨 지하철의 경우 여러 노선이 같은 경로를 주행하기 때문에 평면환승역이 많다.
- 몬트리올 지하철에는 김포공항역의 구조와 비슷한 리오넬 그루역과 같이 평면 환승이 가능한 역이 몇 군데에 걸쳐 존재한다.
- 도쿄 메트로의 아카사카미쓰케 역과 오모테산도 역은 각각 김포공항역, 금정역과 비슷한 구조의 역이다.
- 오사카 시영 지하철의 다이코쿠초 역의 경우, 금정역과 비슷한 구조로 평면환승이 가능하다.

## 같이 보기
- 환승역
- 평면교차